# 拿騷的瑪麗
拿騷的瑪麗（德語：Marie von Nassau，1825年1月29日—1902年3月24日），維德親王妃，拿騷公爵威廉的女兒、盧森堡大公阿道夫的妹妹。

## 家庭
1842年，瑪麗與維德親王赫爾曼結婚，兩人共有2子1女：
1. 伊莉莎白（1843年—1916年），羅馬尼亞王后
2. 威廉（1845年—1907年），維德親王
3. 鄂圖（1850年—1862年），早逝